# Zdeněk Rajnošek
Zdeněk Rajnošek (* 1985 Znojmo) je bývalý český juniorský reprezentant v orientačním běhu. Mezi jeho největší úspěch patří čtyřicáté místo v middlu z juniorského mistrovství světa 2004 v Polsku.

## Sportovní kariéra

### Umístění na MS a ME
| Přehled úspěchů na Mistrovství světa juniorů | Přehled úspěchů na Mistrovství světa juniorů | Přehled úspěchů na Mistrovství světa juniorů | Přehled úspěchů na Mistrovství světa juniorů | Přehled úspěchů na Mistrovství světa juniorů |
| Mistrovství světa juniorů                    | Sprint                                       | Middle                                       | Long                                         | Štafety                                      |
| -------------------------------------------- | -------------------------------------------- | -------------------------------------------- | -------------------------------------------- | -------------------------------------------- |
| Tenero 2005                                  | X                                            | X                                            | 48. místo                                    | X                                            |
| Gdynia 2004                                  | X                                            | 40. místo                                    | X                                            | X                                            |

### Umístění na MČR
| Umístění na Mistrovství České republiky v orientačním běhu | Umístění na Mistrovství České republiky v orientačním běhu | Umístění na Mistrovství České republiky v orientačním běhu | Umístění na Mistrovství České republiky v orientačním běhu | Umístění na Mistrovství České republiky v orientačním běhu | Umístění na Mistrovství České republiky v orientačním běhu | Umístění na Mistrovství České republiky v orientačním běhu | Umístění na Mistrovství České republiky v orientačním běhu | Umístění na Mistrovství České republiky v orientačním běhu | Umístění na Mistrovství České republiky v orientačním běhu | Umístění na Mistrovství České republiky v orientačním běhu | Umístění na Mistrovství České republiky v orientačním běhu |
| Ročník                                                     | Kategorie                                                  | Klasická                                                   | Krátká                                                     | Sprint                                                     | Dlouhá                                                     | Noční                                                      | Ranking                                                    | Členství v klubu                                           | Štafety                                                    | Kluby                                                      | Sprint. štafety                                            |
| ---------------------------------------------------------- | ---------------------------------------------------------- | ---------------------------------------------------------- | ---------------------------------------------------------- | ---------------------------------------------------------- | ---------------------------------------------------------- | ---------------------------------------------------------- | ---------------------------------------------------------- | ---------------------------------------------------------- | ---------------------------------------------------------- | ---------------------------------------------------------- | ---------------------------------------------------------- |
| MČR 1999                                                   | H16 – mladší dorostenci                                    |                                                            |                                                            |                                                            |                                                            | 8. místo                                                   | 1236. místo                                                | DDM Jihlava                                                |                                                            |                                                            |                                                            |
| MČR 2000                                                   | H16 – mladší dorostenci                                    | 10. místo                                                  | 4. místo                                                   | 8. místo                                                   |                                                            | 4. místo                                                   | 808. místo                                                 | DDM Jihlava                                                |                                                            |                                                            |                                                            |
| MČR 2001                                                   | H16 – mladší dorostenci                                    | 3. místo                                                   | 20. místo                                                  | 3. místo                                                   |                                                            | 1. místo                                                   | 752. místo                                                 | Sportovní klub ve Vrbně pod Pradědem                       |                                                            |                                                            |                                                            |
| MČR 2001                                                   | H18 – starší dorostenci                                    |                                                            |                                                            |                                                            | 16. místo                                                  |                                                            |                                                            | Sportovní klub ve Vrbně pod Pradědem                       | 5. místo                                                   | 5. místo                                                   |                                                            |
| MČR 2002                                                   | H18 – starší dorostenci                                    | 11. místo                                                  | 19. místo                                                  | 12. místo                                                  | 35. místo                                                  | 5. místo                                                   | 789. místo                                                 | Sportovní klub ve Vrbně pod Pradědem                       | 11. místo                                                  | 6. místo                                                   |                                                            |
| MČR 2003                                                   | H18 – starší dorostenci                                    | 2. místo                                                   | 8. místo                                                   |                                                            | 10. místo                                                  | 1. místo                                                   | 733. místo                                                 | OK Jilemnice                                               | 2. místo                                                   | 5. místo                                                   |                                                            |
| MČR 2004                                                   | H20 – junioři                                              | 3. místo                                                   | 19. místo                                                  | 3. místo                                                   |                                                            | 4. místo                                                   | 51. místo                                                  | OK Jilemnice                                               |                                                            |                                                            |                                                            |
| MČR 2004                                                   | H21 – muži                                                 |                                                            |                                                            |                                                            |                                                            |                                                            |                                                            | OK Jilemnice                                               | 39. místo                                                  | 19. místo                                                  |                                                            |
| MČR 2005                                                   | H20 – junioři                                              | 1. místo                                                   | 2. místo                                                   | 14. místo                                                  | 1. místo                                                   |                                                            | 25. místo                                                  | SK Žabovřesky Brno                                         |                                                            |                                                            |                                                            |
| MČR 2005                                                   | H21 – muži                                                 |                                                            |                                                            |                                                            |                                                            |                                                            |                                                            | SK Žabovřesky Brno                                         | 2. místo                                                   | 7. místo                                                   |                                                            |
| MČR 2006                                                   | H21 – muži                                                 | 7. místo                                                   |                                                            |                                                            |                                                            |                                                            | 10. místo                                                  | SK Žabovřesky Brno                                         |                                                            |                                                            |                                                            |
| MČR 2007                                                   | H21 – muži                                                 | 6. místo                                                   |                                                            | 10. místo                                                  |                                                            |                                                            | 5. místo                                                   | SK Žabovřesky Brno                                         | 2. místo                                                   | 7. místo                                                   |                                                            |
| MČR 2008                                                   | H21 – muži                                                 |                                                            | 10. místo                                                  | 16. místo                                                  |                                                            |                                                            | 8. místo                                                   | SK Žabovřesky Brno                                         | 3. místo                                                   | 9. místo                                                   |                                                            |
| MČR 2009                                                   | H21 – muži                                                 |                                                            | 5. místo                                                   | 7. místo                                                   | 3. místo                                                   |                                                            | 3. místo                                                   | SK Žabovřesky Brno                                         | 3. místo                                                   | 2. místo                                                   |                                                            |
| MČR 2010                                                   | H21 – muži                                                 |                                                            |                                                            |                                                            |                                                            |                                                            | 818. místo                                                 | SK Žabovřesky Brno                                         |                                                            |                                                            |                                                            |
| MČR 2011                                                   | H21 – muži                                                 |                                                            |                                                            |                                                            |                                                            |                                                            | 1177. místo                                                | SK Žabovřesky Brno                                         |                                                            |                                                            |                                                            |
| MČR 2014                                                   | H21 – muži                                                 |                                                            |                                                            |                                                            |                                                            | 739. místo                                                 | SK Žabovřesky Brno                                         |                                                            |                                                            |                                                            |                                                            |
| MČR 2016                                                   | H21 – muži                                                 |                                                            |                                                            |                                                            |                                                            | 860. místo                                                 | Klub vytrvalostních sportů Šumperk                         |                                                            |                                                            |                                                            |                                                            |
| MČR 2017                                                   | H21 – muži                                                 |                                                            |                                                            |                                                            | 20. místo                                                  | 138. místo                                                 | Klub vytrvalostních sportů Šumperk                         |                                                            |                                                            |                                                            |                                                            |
| MČR 2018                                                   | H21 – muži                                                 |                                                            |                                                            |                                                            | 26. místo                                                  | 124. místo                                                 | Klub vytrvalostních sportů Šumperk                         | 30. místo                                                  | 28. místo                                                  |                                                            |                                                            |
| MČR 2019                                                   | H21 – muži                                                 |                                                            |                                                            |                                                            | 15. místo                                                  | 116. místo                                                 | Klub vytrvalostních sportů Šumperk                         | 20. místo                                                  | 19. místo                                                  |                                                            |                                                            |
| MČR 2020                                                   | H21 – muži                                                 |                                                            |                                                            |                                                            |                                                            | 126. místo                                                 | Klub vytrvalostních sportů Šumperk                         | 15. místo                                                  |                                                            |                                                            |                                                            |